# Засап
Засап (словен. Zasap) — поселення в общині Брежиці, Споднєпосавський регіон, Словенія. Висота над рівнем моря: 155,1 м.